# Weddellite
La weddellite est un minéral composé d'oxalate de calcium dihydraté Ca(C2O4) • 2 H2O, cristallisant dans le système cristallin tétragonal groupe d'espace I 4/m.
La weddellite prend son nom de la mer de Weddell, en Antarctique.